# Льюїс Кулс-Лартіг
Льюїс Кулс-Лартіг (англ. Louis Cools-Lartigue; 18 січня 1905 — 21 серпня 1993) — політичний діяч Домініки, губернатор (1967—1978), виконувач обов'язків президента країни (1978—1979).

## Кар'єра
З листопада 1967 до листопада 1978 року Кулс-Лартіг обіймав посаду губернатора Домініки. Після проголошення незалежності, 3 листопада 1978, тимчасово виконував обов'язки президента країни до вступу на посаду офіційно обраного президента Фреда Дегазона. Після того як Дегазон під час конституційної кризи у червні 1979 року залишив Домініку, Кулс-Лартіг знову упродовж двох днів виконував обов'язки президента, хоч номінально ним залишався Дегазон.
1968 року отримав лицарське звання.